# 索萊達
索萊達是哥倫比亞的城市，位於該國北部，由大西洋省負責管轄，距離首府巴蘭基亞7公里，始建於1598年，面積67平方公里，海拔高度5米，2008年人口661,851。

## 外部連結
- （西班牙文） Gobernacion del Atlantico - Soledad

10°55′N 74°45′W / 10.917°N 74.750°W